# Silvio Orlando
Silvio Orlando (Napoli, 30 giugno 1957) è un attore italiano.
Nel corso della sua carriera ha vinto la Coppa Volpi per la migliore interpretazione maschile e il Premio Pasinetti al miglior attore alla 65ª Mostra internazionale d'arte cinematografica di Venezia per Il papà di Giovanna. Ha inoltre vinto 3 David di Donatello, 3 Nastri d'argento, 2 Globo d'oro e 2 Ciak d'oro.

## Biografia
Nato e cresciuto a Napoli, nel quartiere del Vomero, da padre originario di Pesco Sannita (in provincia di Benevento) e da madre napoletana, che morì prematuramente quando l'attore non aveva che nove anni d'età, nel 1975 esordì come musicista, suonando il flauto traverso nel complesso del Centro Culturale Giovanile del capoluogo campano. L'anno successivo, s'avvia alla carriera attoriale nella scena teatrale napoletana, per poi passare al cinema, in cui lavora con vari registi del cinema italiano, quali Gabriele Salvatores, Nanni Moretti, Daniele Luchetti, Carlo Mazzacurati, Antonello Grimaldi, Paolo Virzì, Sergio Citti, Wilma Labate, Riccardo Milani, Davide Ferrario, Mimmo Calopresti, Pupi Avati, Fausto Brizzi, Michele Placido, Giovanni Veronesi, Valeria Bruni Tedeschi e Roberto Andò. Ha preso parte a diverse serie televisive come Zanzibar, dove interpreta Domenico Tagliuti che è un tranviere napoletano tifoso di Maradona che però si sente settentrionale, Emilio, I vicini di casa (insieme a Teo Teocoli e Gene Gnocchi) e Padri e figli (a fianco di Vittoria Belvedere e Rocco Papaleo).
Nel 1993, diretto per la seconda volta da Gabriele Salvatores, è protagonista insieme con Antonio Catania di Sud. Sempre nel 1993 ha interpretato il suo primo ruolo drammatico in una serie televisiva, Felipe ha gli occhi azzurri 2. Nel 1996 è uno dei protagonisti di uno degli ultimi lavori del regista Sergio Citti I magi randagi (a fianco di Gastone Moschin e Patrick Bauchau), oltre alla partecipazione in Ferie d'agosto, film di Paolo Virzì che analizza i rapporti tra destra e sinistra nell'Italia neo-berlusconiana.

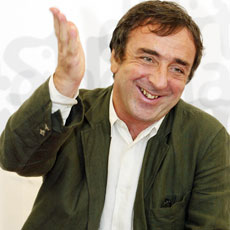
Silvio Orlando nel 1998

Nel 2000 vince il Nastro d'argento come migliore attore protagonista per l'interpretazione nel film Preferisco il rumore del mare di Mimmo Calopresti. L'anno seguente prende parte al film vincitore della Palma d'oro a Cannes La stanza del figlio di Nanni Moretti. Sempre nel 2001 è uno dei protagonisti del film Luce dei miei occhi di Giuseppe Piccioni, nel quale per la prima volta affronta il ruolo di "cattivo"; la pellicola gli vale la nomination ai David di Donatello come migliore attore non protagonista. Nel 2006 partecipa come protagonista al film di Nanni Moretti Il caimano, film grazie al quale vince il David di Donatello come migliore attore protagonista.
Nel 2008 esce il film Caos calmo di Antonello Grimaldi (tratto dal libro omonimo di Sandro Veronesi), nel quale recita a fianco del regista Nanni Moretti, di Isabella Ferrari e di Valeria Golino. Sempre nel 2008 interpreta un testo di Giacomo Lubrano all'interno dello spettacolo L'assedio delle Ceneri, diretto da Roberto Paci Dalò e curato da Gabriele Frasca per il Napoli Teatro Festival. Nel settembre 2008 riceve la Coppa Volpi alla 65ª Mostra internazionale d'arte cinematografica di Venezia come miglior attore, per il film Il papà di Giovanna di Pupi Avati. Ha anche diretto due opere teatrali di Peppino De Filippo nel (1998): Don Rafele 'o trumbone e Cupido scherza e spazza.
Nel 2009 ha vinto il Premio Gian Maria Volonté per il miglior attore protagonista al Bif&st di Bari con il film Il papà di Giovanna di Pupi Avati.

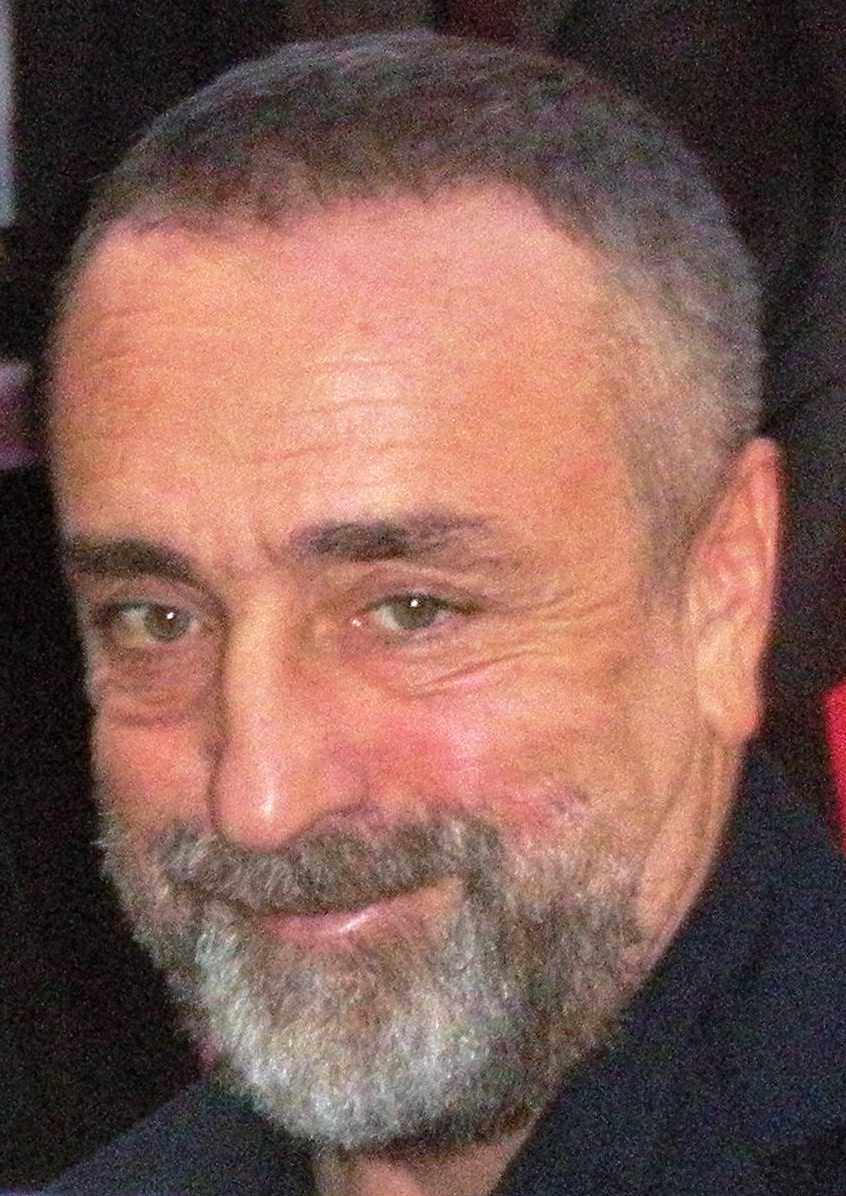
Silvio Orlando al Festival internazionale del film di Roma 2010

Nel 2016 Paolo Sorrentino lo ingaggia per il personaggio del cardinal Angelo Voiello, nel suo The Young Pope con l'Oscar Diane Keaton e Jude Law, e nello stesso anno affianca Fabio Volo nel film Un paese quasi perfetto.
Nel 2020 è protagonista del film diretto da Daniele Luchetti, Lacci, per il quale, l'anno successivo, viene candidato al David di Donatello. Nel settembre dello stesso anno, vince il premio "Attori d'oro" alla carriera.
Nel 2021 è protagonista del film diretto da Leonardo Di Costanzo, Ariaferma, per il quale, l'anno successivo, vince il David di Donatello come migliore attore protagonista.
Nel 2022 porta in scena La vita davanti a sé, un monologo tratto dal romanzo di Romain Gary, in diversi teatri italiani, nel quale interpreta il protagonista Momò.

## Vita privata
Dopo 8 anni di fidanzamento, il 6 ottobre 2008 si è unito in matrimonio con l'attrice Maria Laura Rondanini. Le nozze si sono tenute a Venezia presenziate dal sindaco Massimo Cacciari.
È lo zio dell'attore e drammaturgo Francesco Brandi.

## Filmografia

### Attore

#### Cinema
- Kamikazen - Ultima notte a Milano, regia di Gabriele Salvatores (1987)
- Palombella rossa, regia di Nanni Moretti (1989)
- La settimana della Sfinge, regia di Daniele Luchetti (1990)
- Matilda, regia di Antonietta De Lillo e Giorgio Magliulo (1990)
- Il portaborse, regia di Daniele Luchetti (1991)
- Un'altra vita, regia di Carlo Mazzacurati (1992)
- Arriva la bufera, regia di Daniele Luchetti (1993)
- Sud, regia di Gabriele Salvatores (1993)
- La scuola, regia di Daniele Luchetti (1995)
- Il cielo è sempre più blu, regia di Antonello Grimaldi (1996)
- Ferie d'agosto, regia di Paolo Virzì (1996)
- I magi randagi, regia di Sergio Citti (1996)
- La mia generazione, regia di Wilma Labate (1996)
- Vesna va veloce, regia di Carlo Mazzacurati (1996)
- Intolerance, regia di Daniele Cini, episodio Arrivano i sandali (1996)
- Nirvana, regia di Gabriele Salvatores (1997)
- Auguri professore, regia di Riccardo Milani (1997)
- Figli di Annibale, regia di Davide Ferrario (1998)
- Aprile, regia di Nanni Moretti (1998)
- Polvere di Napoli, regia di Antonio Capuano (1998)
- Fuori dal mondo, regia di Giuseppe Piccioni (1999)
- Preferisco il rumore del mare, regia di Mimmo Calopresti (2000)
- La stanza del figlio, regia di Nanni Moretti (2001)
- Luce dei miei occhi, regia di Giuseppe Piccioni (2001)
- Il consiglio d'Egitto, regia di Emidio Greco (2002)
- Il bacio dell'orso, regia di Sergej Bodrov (2002)
- El Alamein - La linea del fuoco, regia di Enzo Monteleone (2002)
- Il posto dell'anima, regia di Riccardo Milani (2003)
- Dopo mezzanotte, narratore, regia di Davide Ferrario (2004)
- Il caimano, regia di Nanni Moretti (2006)
- Caos calmo, regia di Antonello Grimaldi (2008)
- Il papà di Giovanna, regia di Pupi Avati (2008)
- Ex, regia di Fausto Brizzi (2009)
- Il grande sogno, regia di Michele Placido (2009)
- Genitori & figli - Agitare bene prima dell'uso, regia di Giovanni Veronesi (2010)
- La passione, regia di Carlo Mazzacurati (2010)
- Missione di pace, regia di Francesco Lagi (2011)
- Un castello in Italia, regia di Valeria Bruni Tedeschi (2013)
- La variabile umana, regia di Bruno Oliviero (2013)
- La sedia della felicità, regia di Carlo Mazzacurati (2013)
- Un paese quasi perfetto, regia di Massimo Gaudioso (2016)
- Lacci, regia di Daniele Luchetti (2020)
- Ariaferma, regia di Leonardo Di Costanzo (2021)
- Il bambino nascosto, regia di Roberto Andò (2021)
- Siccità, regia di Paolo Virzì (2022)
- Il mio amico Massimo, regia di Alessandro Bencivenga – docufilm (2022)
- Il sol dell'avvenire, regia di Nanni Moretti (2023)
- Un altro ferragosto, regia di Paolo Virzì (2024)
- Parthenope, regia di Paolo Sorrentino (2024)

#### Televisione
- Zanzibar, regia di Marco Mattolini – sitcom (1988)
- L'araba fenice – programma televisivo (1988)
- Emilio – programma televisivo (1989-1990)
- I vicini di casa, regia di Silvia Arzuffi – sitcom (1991-1992)
- Michele alla guerra, regia di Franco Rossi – film TV (1994)
- Padri e figli, regia di Gianfranco Albano, Gianni Zanasi – miniserie TV (2005)
- Il delitto di via Poma, regia di Roberto Faenza – film TV (2011)
- Un Natale con i fiocchi, regia di Giambattista Avellino – film TV (2012)
- The Young Pope – serie TV (2016)
- The New Pope – serie TV (2020)

#### Cortometraggi
- Il grido d'angoscia dell'uccello predatore (20 tagli d'Aprile), regia di Nanni Moretti (1999)

#### Documentari
- La fabbrica dei tedeschi, regia di Mimmo Calopresti (2008)

### Doppiatore
- Opopomoz, regia di Enzo D'Alò (2003)
- Questo mondo non mi renderà cattivo, regia di Zerocalcare (2023)

## Riconoscimenti
- David di Donatello
  - 1991 – Candidatura al miglior attore protagonista per Il portaborse
  - 1993 – Candidatura al miglior attore protagonista per Un'altra vita
  - 1994 – Candidatura al miglior attore protagonista per Sud
  - 1998 – Candidatura al miglior attore protagonista per Auguri professore
  - 1998 – Miglior attore non protagonista per Aprile
  - 1999 – Candidatura al miglior attore protagonista per Fuori dal mondo
  - 2001 – Candidatura al miglior attore non protagonista per La stanza del figlio
  - 2002 – Candidatura al miglior attore non protagonista per Luce dei miei occhi
  - 2006 – Miglior attore protagonista per Il caimano
  - 2009 – Candidatura al miglior attore protagonista per Il papà di Giovanna
  - 2021 – Candidatura al miglior attore protagonista per Lacci
  - 2022 – Miglior attore protagonista per Ariaferma
  - 2024 – Candidatura al miglior attore non protagonista per Il sol dell'avvenire
  - 2025 – Candidatura al miglior attore protagonista per Parthenope

- Nastro d'argento
  - 2000 – Miglior attore protagonista per Preferisco il rumore del mare
  - 2007 – Miglior attore protagonista per Il caimano
  - 2009 - Candidatura al Migliore attore non protagonista per Ex
  - 2022 – Miglior attore protagonista per Il bambino nascosto e Ariaferma

- Ciak d'oro
  - 1990 – Candidatura al migliore attore non protagonista per Palombella rossa
  - 1998 – Miglior attore non protagonista per Aprile
  - 2006 – Miglior attore protagonista per Il caimano[2]
  - 2022 - Candidatura a migliore attore protagonista con Toni Servillo per Ariaferma[3][4]

- Festival di Venezia
  - 2008 – Coppa Volpi per la migliore interpretazione maschile per Il papà di Giovanna

- Globo d'oro
  - 1994 – Miglior attore per Sud
  - 2022 – Miglior attore per Ariaferma